# Richard Hudson (językoznawca)
Richard Anthony „Dick” Hudson (ur. 1939) – brytyjski profesor językoznawstwa.
Początkowo kształcił się w Corpus Christi College (Cambridge), później uzyskał doktorat w School of Oriental and African Studies (Londyn), na podstawie pracy poświęconej językowi bedża. Swoją karierę zawodową związał z University College London, gdzie wykładał i prowadził badania nad teorią struktury językowej (1964–2004).
W swojej działalności naukowej zajmuje się składnią. Jest twórcą teorii Word Grammar. Opracował także fundamentalny podręcznik językoznawczy Sociolinguistics. W 1992 r. został wybrany członkiem Akademii Brytyjskiej.

## Wybrana twórczość
- Some issues on which linguists can agree (1981)
- Word Meaning (1995)
- Sociolinguistics (1996)
- English Grammar (2002)